# Universidade de Alicante
A Universidade de Alicante-Universitat d'Alacant/Universidad de Alicante - está localizada em San Vicente del Raspeig, na província de Valência, Espanha.